# Фусаи, Александра
Александра Фусаи (фр. Alexandra Fusai; 22 ноября 1973, Сен-Клу) — французская профессиональная теннисистка и спортивный администратор. Бывшая шестая ракетка мира в парном разряде, победительница 12 турниров WTA в парном разряде. Обладательница Кубка Федерации 1997 года в составе сборной Франции.

## Общая информация
Отец Александры, Клод Фусаи — директор банка, мать, Женевьева — домохозяйка. В июле 2002 года Александра вышла замуж за Давида Крошю.

## Спортивная карьера
Свои первые матчи в профессиональных теннисных турнирах (цикла ITF) Александра Фусаи провела в неполные 16 лет, в 1989 году. В марте 1990 года в Гранаде она вышла в первый за карьеру финал турнира ITF, а в июле в Шербуре завоевала свой первый титул в одиночном разряде. В 1993 году, успешно выступив на турнирах WTA в Таранто (Италия) и Льеже, где ей удалось пробиться в полуфиналы, Фусаи впервые в карьере вошла в первую сотню рейтинга WTA в одиночном разряде.
В июле 1994 года, после выхода в полуфинал турнира WTA в Праге в парном разряде, Фусаи впервые была приглашена в сборную Франции и принесла ей очко в матче Кубка Федерации против корейской команды. Позже в этом году она дважды пробивалась в финалы турниров WTA — вначале в Мариа-Ланковиц (Австрия), а затем в Тайбэе. В 1995 году она добралась до финала Кубка Варшавы — турнира WTA III категории — в одиночном разряде.
В 1996 году Фусаи уже трижды играла в финалах турниров WTA в парном разряде, в конце сезона завоевав в Индонезии свой первый титул на этом уровне. На следующий год, выступая в парах с Мерседес Пас, Амандой Кётцер и Ритой Гранде, она показала несколько хороших результатов, в том числе добравшись до финала турнира WTA II категории в Париже, но основные её успехи пришлись на турниры, где с ней играла соотечественница Натали Тозья. Вместе Тозья и Фусаи дошли до полуфинала Открытого чемпионата Франции после побед над двумя сеяными парами, а в турнирах более низкого ранга четырежды побывали в финалах, одержав две победы. В июле Фусаи и Тозья принесли французской сборной решающее очко в полуфинальном матче Кубка Федерации с командой Бельгии, а закончили год выгодом в финал Chase Championships — итогового турнира WTA среди сильнейших теннисисток в одиночном и парном разряде — и выигрышем Кубка Федерации. В одиночном разряде этот сезон был ознаменован для Фусаи первой победой над соперницей из первой десятки мирового рейтинга — восьмой ракеткой мира Анке Хубер.
Успехи Фусаи и Тозья продолжались и в 1998 году. За год они сыграли в семи финалах турниров WTA и три из них выиграли. Среди проигранных финалов были два турнира WTA высшей категории в Индиан-Уэллс (Калифорния) и Берлине, а также второй подряд итоговый турнир WTA в конце года. К сентябрю этого года Фусаи поднялась в рейтинге WTA в парном разряде до шестого места, а в октябре заняла высшее в карьере место в рейтинге и в одиночном разряде, чему способствовали несколько побед над соперницами из первой двадцатки (в том числе над третьей ракеткой мира Яной Новотной по пути в полуфинал Открытого чемпионата Италии). На следующий год она участвовала в шести финалах турниров WTA (из них в пяти с Тозья), завоевав ещё два титула, в том числе на турнире I категории в Берлине, а в Открытом чемпионате Франции они с Тозья снова дошли до полуфинала, обыграв по дороге пятую сеяную пару Елена Лиховцева-Ай Сугияма. В третий раз Фусаи побывала в полуфинале Открытого чемпионата Франции в 2000 году, снова вместе с Тозья.
Всего с 1994 по 2002 год Александра Фусаи сыграла в 33 финалах турниров WTA в парном разряде, одержав 12 побед. Свой последний титул она завоевала в самом начале 2001 года в Окленде (Новая Зеландия) с Ритой Гранде, а последний финал провела в апреле 2002 года на турнире I категории в Чарлстоне (Южная Каролина) с представительницей Нидерландов Каролиной Вис. Дважды сыграв в итоговом турнире года в паре с Тозья в 1997 и 1998 году, она затем участвовала в этом турнире ещё три раза подряд — дважды с Тозья, а последний раз с Гранде. Последние матчи в профессиональных турнирах она провела весной 2003 года в Будапеште.
После окончания активной карьеры Александра Фусаи стала сотрудницей Федерации тенниса Франции, возглавив в ней в начале 2011 года отдел по подготовке теннисисток высшего уровня.

## Положение в рейтинге в конце года
| Разряд    | 1990 | 1991 | 1992 | 1993 | 1994 | 1995 | 1996 | 1997 | 1998 | 1999 | 2000 | 2001 | 2002 |
| --------- | ---- | ---- | ---- | ---- | ---- | ---- | ---- | ---- | ---- | ---- | ---- | ---- | ---- |
| Одиночный | 304  | 184  | 133  | 77   | 92   | 104  | 59   | 51   | 39   | 177  | 146  | 141  | 196  |
| Парный    | 464  | 215  | 143  | 143  | 72   | 57   | 35   | 14   | 8    | 13   | 19   | 32   | 65   |

## Финалы за карьеру
| Легенда                 |
| ----------------------- |
| Большой шлем (0)        |
| Chase Championships (0) |
| I категория (0+1)       |
| II категория (0+3)      |
| III категория (0+3)     |
| IV категория (0+4)      |
| V категория (0+1)       |

### Одиночный разряд (0+1)
| Результат | Дата             | Турнир          | Покрытие | Соперница в финале | Счёт в финале  |
| --------- | ---------------- | --------------- | -------- | ------------------ | -------------- |
| Поражение | 11 сентября 1995 | Варшава, Польша | Грунт    | Барбара Паулюс     | 6-74, 6-4, 1-6 |

### Парный разряд (12+21)
| Результат |     | Дата             | Турнир                              | Покрытие | Партнёр          | Соперницы в финале                                 | Счёт в финале  |
| --------- | --- | ---------------- | ----------------------------------- | -------- | ---------------- | -------------------------------------------------- | -------------- |
| Поражение | 1.  | 25 июля 1994     | Мариа-Ланковиц, Австрия             | Грунт    | Карина Габшудова | Патрисия Тарабини Сандра Чеккини                   | 5-7, 5-7       |
| Поражение | 2.  | 14 ноября 1994   | Тайбэй, Тайвань                     | Хард     | Нанси Фебер      | Мишель Джаггард-Лай Рене Симпсон                   | 0-6, 7-610     |
| Поражение | 3.  | 24 июля 1995     | Мариа-Ланковиц (2)                  | Грунт    | Вильтруд Пробст  | Андреа Темешвари Сильвия Фарина                    | 2-6, 2-6       |
| Поражение | 4.  | 29 апреля 1996   | Открытый чемпионат Хорватии, Бол    | Грунт    | Алексия Дешом    | Лаура Монтальво Паола Суарес                       | 7-65, 3-6, 4-6 |
| Поражение | 5.  | 16 сентября 1996 | Варшава, Польша                     | Грунт    | Лаура Гарроне    | Ольга Лугина Елена Вагнер                          | 6-1, 4-6, 5-7  |
| Победа    | 1.  | 7 октября 1996   | Сурабая, Индонезия                  | Хард     | Керри-Энн Гас    | Ноэль ван Лоттум Тина Крижан                       | 6-4, 6-4       |
| Победа    | 2.  | 3 февраля 1997   | Линц, Австрия                       | Хард(i)  | Натали Тозья     | Гелена Вилдова Ева Мелихарова                      | 4-6, 6-3, 6-1  |
| Поражение | 6.  | 10 февраля 1997  | Париж, Франция                      | Ковёр(i) | Рита Гранде      | Яна Новотна Мартина Хингис                         | 3-6, 0-6       |
| Победа    | 3.  | 21 апреля 1997   | Будапешт, Венгрия                   | Грунт    | Аманда Кётцер    | Елена Вагнер Ева Мартинцова                        | 6-3, 6-1       |
| Поражение | 7.  | 18 августа 1997  | Атланта, США                        | Хард     | Натали Тозья     | Николь Арендт Манон Боллеграф                      | 7-65, 3-6, 2-6 |
| Поражение | 8.  | 20 октября 1997  | Квебек, Канада                      | Ковёр(i) | Натали Тозья     | Лиза Реймонд Ренне Стаббс                          | 4-6, 7-5, 5-7  |
| Победа    | 4.  | 3 ноября 1997    | Чикаго, США                         | Ковёр(i) | Натали Тозья     | Линдсей Дэвенпорт Моника Селеш                     | 6-3, 6-2       |
| Поражение | 9.  | 17 ноября 1997   | Chase Championships, Нью-Йорк, США  | Ковёр(i) | Натали Тозья     | Линдсей Дэвенпорт Яна Новотна                      | 7-65, 3-6, 2-6 |
| Победа    | 5.  | 23 февраля 1998  | Линц (2)                            | Хард(i)  | Натали Тозья     | Анна Курникова Лариса Нейланд                      | 6-3, 3-6, 6-4  |
| Поражение | 10. | 9 марта 1998     | Индиан-Уэллс, Калифорния, США       | Хард     | Натали Тозья     | Линдсей Дэвенпорт Наталья Зверева                  | 4-6, 6-2, 4-6  |
| Поражение | 11. | 11 мая 1998      | Открытый чемпионат Германии, Берлин | Грунт    | Натали Тозья     | Линдсей Дэвенпорт Наталья Зверева                  | 3-6, 0-6       |
| Победа    | 6.  | 18 мая 1998      | Страсбург, Франция                  | Грунт    | Натали Тозья     | Яюк Басуки Каролина Вис                            | 6-4, 6-3       |
| Поражение | 12. | 3 августа 1998   | Сан-Диего, США                      | Хард     | Натали Тозья     | Линдсей Дэвенпорт Наталья Зверева                  | 2-6, 1-6       |
| Победа    | 7.  | 24 августа 1998  | Нью-Хейвен, Коннектикут, США        | Хард     | Натали Тозья     | Мариан де Свардт Яна Новотна                       | 6-1, 6-0       |
| Поражение | 13. | 16 ноября 1998   | Chase Championships, Нью-Йорк (2)   | Ковёр(i) | Натали Тозья     | Линдсей Дэвенпорт Наталья Зверева                  | 7-66, 5-7, 3-6 |
| Победа    | 8.  | 8 февраля 1999   | Простеёв, Чехия                     | Ковёр(i) | Натали Тозья     | Гелена Вилдова Квета Грдличкова                    | 3-6, 6-2, 6-1  |
| Поражение | 14. | 15 февраля 1999  | Ганновер, Германия                  | Ковёр(i) | Натали Тозья     | Винус Уильямс Серена Уильямс                       | 7-5, 2-6, 2-6  |
| Поражение | 15. | 3 мая 1999       | Открытый чемпионат Италии, Рим      | Грунт    | Натали Тозья     | Анна Курникова Мартина Хингис                      | 2-6, 2-6       |
| Победа    | 9.  | 10 мая 1999      | Открытый чемпионат Германии, Берлин | Грунт    | Натали Тозья     | Яна Новотна Патрисия Тарабини                      | 6-3, 7-5       |
| Поражение | 16. | 17 мая 1999      | Страсбург, Франция                  | Грунт    | Натали Тозья     | Елена Лиховцева Ай Сугияма                         | 6-2, 6-78, 1-6 |
| Поражение | 17. | 7 июня 1999      | Бирмингем, Великобритания           | Трава    | Инес Горрочатеги | Корина Морариу Лариса Нейланд                      | 4-6, 4-6       |
| Победа    | 10. | 3 января 2000    | Окленд, Новая Зеландия              | Хард     | Кара Блэк        | Патриция Вартуш Барбара Шварц                      | 3-6, 6-3, 6-4  |
| Поражение | 18. | 1 февраля 2000   | Токио, Япония                       | Ковёр(i) | Натали Тозья     | Мари Пьерс Мартина Хингис                          | 4-6, 1-6       |
| Победа    | 11. | 25 сентября 2000 | Люксембург                          | Ковёр(i) | Натали Тозья     | Любомира Бачева Кристина Торренс-Валеро            | 6-3, 7-60      |
| Победа    | 12. | 31 декабря 2000  | Окленд, Новая Зеландия (2)          | Хард     | Рита Гранде      | Эммануэль Гальярди Барбара Шетт                    | 7-64, 6-3      |
| Поражение | 19. | 2 апреля 2001    | Порту, Португалия                   | Грунт    | Рита Гранде      | Мария Хосе Мартинес Санчес Анабель Медина Гарригес | 1-6, 7-65, 5-7 |
| Поражение | 20. | 11 февраля 2002  | Доха, Катар                         | Хард     | Каролина Вис     | Жанетта Гусарова Аранча Санчес-Викарио             | 3-6, 3-6       |
| Поражение | 21. | 15 апреля 2002   | Чарлстон, Ю. Каролина, США          | Грунт    | Каролина Вис     | Лиза Реймонд Ренне Стаббс                          | 4-6, 6-3, 6-74 |

## Финалы Кубка Федерации за карьеру (1)
Победа (1)
| Год  | Место проведения        | Покрытие | Команда                                | Соперник                                               | Счёт |
| ---- | ----------------------- | -------- | -------------------------------------- | ------------------------------------------------------ | ---- |
| 1997 | Хертогенбос, Нидерланды | Ковёр(i) | М. Пьерс, С. Тестю, Н. Тозья, А. Фусаи | Нидерланды: М. Боллеграф, К. Вис, М. Ореманс, Б. Шульц | 4:1  |